# Уортон, Кенни
Кеннет Уортон (англ. Kenneth Wharton; 28 ноября 1960, Ньюкасл-апон-Тайн, Англия) — английский футболист, играющий на позиции полузащитника, тренер канадского клуба «Галифакс Сити».

## Карьера
Уортон покинул школу в 15 лет и стал капитаном команды школьников Ньюкасла, а затем присоединился к своему родному клубу «Ньюкасл Юнайтед» в 1978 году, став профессионалом год спустя, при тренере Билле МакГэрри. Уортон сыграл 290 матчей в лиге, и 335 матчей во всех соревнованиях, а также забил 26 мячей.
В 1989 году он перешел в «Карлайл Юнайтед». Кенни также сыграл пять матчей за «Брэдфорд Сити», а затем завершил карьеру в «Бервик Рейнджерс».